# Léon Savary
Léon Savary (* 29. April 1895 in Fleurier; † 17. Februar 1968 in Boudry, heimatberechtigt in Payerne) war ein Schweizer Schriftsteller und Journalist.

## Leben
Léon Savary war Sohn eines waadtländischen reformierten Pfarrers und einer baltischen Mutter aristokratischer Herkunft. Er trat er zum Katholizismus über. Nach einem geisteswissenschaftlichen Studium an der Universität Freiburg wurde er 1921–1923 Redaktor der Zeitung Le Genevois, dann 1935–1946 Korrespondent für die Tageszeitung Tribune de Genève in Bern und 1946–1956 in Paris. Als Historiker seiner Wahlheimat Freiburg war er Verfasser der Studien Fribourg (1929), Le Collège Saint-Michel (1932) und La Chartreuse de la Valsaint (1937). Er war Sekretär von Nationalrat Georges Python. Mit Gonzague de Reynold und René de Weck bildete er die Troika der Freiburger Schriftsteller des früheren zwanzigsten Jahrhunderts.
Er beteiligte sich an der Veröffentlichung von Romanen mit kritischen Beschreibungen intellektueller und religiöser Milieus sowie von Chroniken und Erinnerungen. In deutscher Übersetzung (von Werner Johannes Guggenheim) erschien von ihm einzig der Roman Die Herde ohne Hirte, 1943 in der Büchergilde Gutenberg. Als dem nonkonformistischen Radiomoderator und Satiriker Jack Rollan Nahestehender publizierte er 1958 die Streitschrift Voulez-vous être conseiller national? und war Mitglied der Studentenverbindung Belles-Lettres.
Einmal geriet die ganze Schweiz ins Visier von Savarys Polemik: 1949, in den Lettres à Suzanne, der wohl bissigsten Abrechnung mit der Anpassungspolitik der Schweiz im Zweiten Weltkrieg.
1944 gehörte Savary zu den Gründern des Schriftstellervereins Association vaudoise des écrivains. Seine letzten Jahre verbrachte er in Vevey und Bulle. Sein Grab befindet sich auf dem Friedhof von Estavayer-le-Lac.

## Auszeichnungen
- 1960: Gesamtwerkspreis der Schweizerischen Schillerstiftung.

## Werke
- Le secret de Joachim Ascalles. 1923.
- Manido chez les Genevois. 1927.
- Fribourg. 1929.
- Le collège Saint-Michel. 1932.
- La chartreuse de La Valsainte. 1937.
- Le fardeau léger. 1938.
- Le cordon d’argent. 1940.
- La fin d’un mensonge. 1940.
- Le troupeau sans berger. 1942.
  - Deutsch: Die Herde ohne Hirte. Zürich 1943.
- En passant. 1942.
- Au seuil de la sacristie. 1944.
- Lettres à Suzanne. 1949.
- Le cendrier d’Erymanthe. 1953.
- Le fonds des rescuscités (= Memoiren. Band 1). 1956.
- Voulez-vous être conseiller national? 1958.
- Les balances faussées (= Memoiren. Band 2). 1966.
- La bibliothèque de Sauvives. 1970.
- L’âme de Genève. 1979.
- Les œuvres maîtresses. Fünf Bände. Genf 1979.